# Linuche aquila
Linuche aquila is een schijfkwal uit de familie Linuchidae. De kwal komt uit het geslacht Linuche. Linuche aquila werd in 1910 voor het eerst wetenschappelijk beschreven door Mayer. 